# تتراسیانوکینودی‌متان
تتراسیانوکینودی‌متان (به انگلیسی: Tetracyanoquinodimethane) با فرمول شیمیایی C۱۲H۴N۴ یک ترکیب شیمیایی با شناسه پاب‌کم ۷۳۶۹۷ است. که جرم مولی آن ۲۰۴٫۱۹ g/mol می‌باشد. شکل ظاهری این ترکیب، بلورهای سبز است.